# Motorändplatta

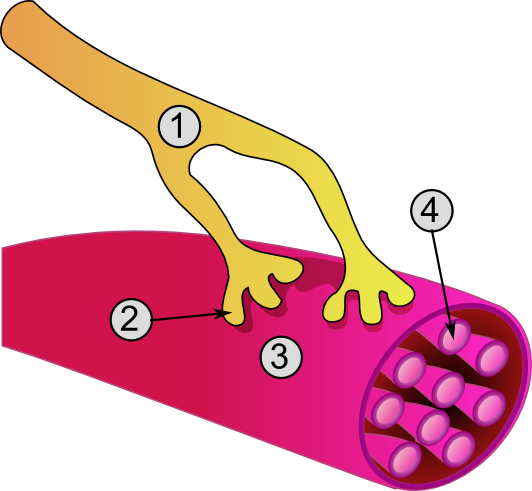
Översikt över motorändplatta:
1. Axon
2. Motorändplatta
3. Muskelfiber
4. Myofibriller

Motorändplatta, eller neuromuskulär synaps, är den plats på en muskelfiber där en enskild nervände ansluter till en enskild muskelfiber. Motorändplattan kan ses som kopplingspunkter mellan nervsystemet och muskeln där signalsubstansen acetylkolin utsöndras från nervänden. Acetylkolinet binder till receptorer på muskeln som blir genomsläppliga för natrium-joner vilket får muskeln att kontrahera (dra ihop sig). 

## Funktionell uppbyggnad
Den neuromuskulära synapsen består likt andra synapser av en presynaps, en synapsklyfta och en postsynaps. I presynapsen finns vesiklar fyllda med acetylkolin samlade vid speciella områden (eng. Active Sites) på det presynaptiska plasmamembranet, där även spänningskänsliga kalciumkanaler genomborrar plasmamembranet. Vid depolarisation av presynapsen öppnas kalciumkanalerna, vilket får till följd att vesiklarna smälter samman, fuserar, med plasmamembranet och frisläpper acetylkolin i synapsklyftan.
Synapsklyftan är typiskt cirka 100 nm bred och innehåller bland annat enzymet acetylkolinesteras, vilket påskyndar nedbrytningen av acetylkolin.
I postsynapsens plasmamembran sitter en typ av jonotropa receptorer specifika för acetylkolin, vilkas jonkanaler öppnas så fort acetylkolin bundit till receptorn. Den neuromuskulära postsynaptiska receptorn är nikotinerg och bildar en ovanligt stor kanal när den aktiveras, vilket gör att den är genomsläpplig för både natrium- och kaliumjoner (och till och med större divalenta joner, såsom kalciumjoner). 